# (34136) 2000 QF6
2000 كيو أف 6 (ويعرف أيضًا باسم (34136) 2000 كيو أف 6 وفق تسمية الكوكب الصغير) (بالإنجليزية: 2000 QF6)‏ هو كويكب ضمن حزام الكويكبات؛ وترتيبه 34136 من حيث الاكتشاف.
اكتُشف هذا الجُرم الفلكي بواسطة Mario Jurić ‏ في 24 أغسطس 2000.

## وصلات خارجية
- (34136) 2000 QF6 في قاعدة بيانات مختبر الدفع النفاث لأجرام النظام الشمسي الصغيرة

- الاكتشاف · مخطط المدار ·  العناصر المدارية · المعلمات المادية

- (34136) 2000 QF6 على موقع ويكي سكاي: DSS2, SDSS, GALEX, IRAS, Hydrogen α, X-Ray, Astrophoto, Sky Map, Articles and images